# Moçambiques fotbollsförbund
Moçambiques fotbollsförbund, officiellt Federação Moçambicana de Futebol, är ett specialidrottsförbund som organiserar fotbollen i Moçambique.
Förbundet grundades 1976 och gick med i Caf 1980. De anslöt sig till Fifa år 1980. Moçambiques fotbollsförbund har sitt huvudkontor i staden Maputo.